# Mieszko Bulik
Mieszko Bulik (ur. 19 lipca 1990 w Bielsku-Białej) – polski kolarz szosowy. W sezonie 2013 zawodnik grupy Bank BGŻ Team.
Największym sukcesem zawodnika jest 3. miejsce w Memoriale im. Henryka Łasaka w 2012 roku.